# Cleora idiocrossa
Cleora idiocrossa là một loài bướm đêm trong họ Geometridae.